# イルクーツク水力発電所
イルクーツク水力発電所（ロシア語: Иркутская ГЭС）は、アンガラ川に設けられたダム式の水力発電所で、イルクーツクエネルゴ社の所有である。この発電所はロシアイルクーツク州イルクーツクの近隣にあり、アンガラ・カスケードで最初に作られたダムである。ダムの建設は1950年に開始され、貯水池への湛水は1956年に始まり、発電も同じ1956年に開始された。この発電所は東シベリアに作られた最初の大規模水力発電所であり、その完成はソ連によって技術的成功として歓迎された。また、このダムの完成によって、バイカル湖の湖面は約1.4m上昇した。

## 発電所

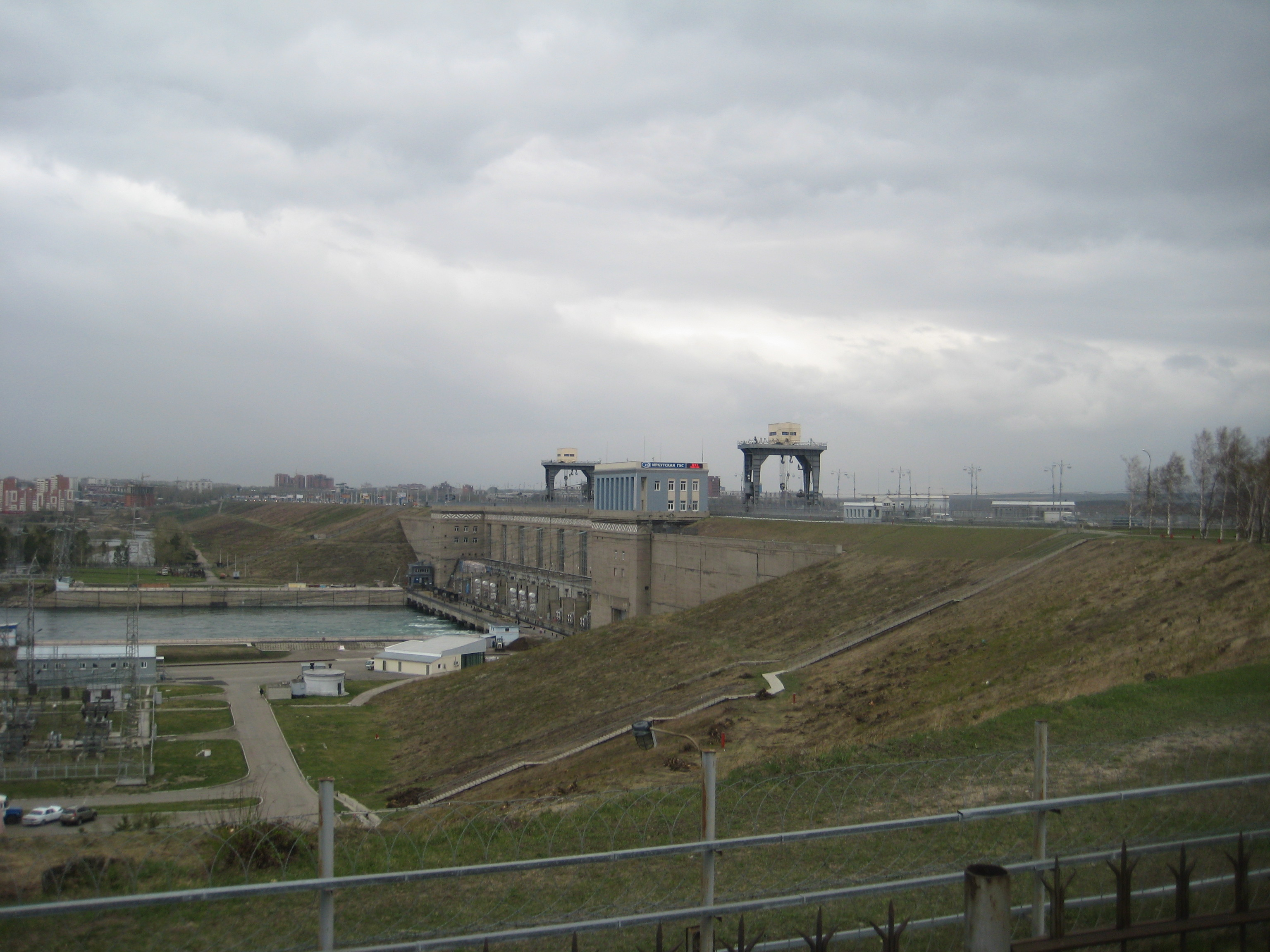
水力発電所

発電所の建物は長さ240m、幅77m、高さ56mの高張力鉄筋コンクリート製である。
8基の発電機があり、それぞれの発電機の出力は82.8 MWで合計は662.4 MWである。この発電所は発電開始から通算で192×109 kWh、年平均で4.1×109kWhの電力を発電している。発電された電力はシェレホフにあるイルクーツク・アルミニウム工場に送られると共に、近隣地域に住宅用電力として供給されている。